# EM i landevejscykling 2018
EM i landevejscykling 2018 var det 24. europæiske mesterskab i landevejscykling. Konkurrencerne fandt sted for juniorer og U23 den 12. til den 15. juli 2018 i Brno, Tjekkiet, mens de for eliten fandt sted den 5. til 12. august 2018 i Glasgow, Skotland. Mesterskaberne bestod af i alt seks linjeløb og seks enktelstartskonkurrencer.

## Program
| Dato                                    | Tidspunkt                               | Disciplin                               | Distance                                |
| Mesterskaber for juniorer og U23 i Brno | Mesterskaber for juniorer og U23 i Brno | Mesterskaber for juniorer og U23 i Brno | Mesterskaber for juniorer og U23 i Brno |
| --------------------------------------- | --------------------------------------- | --------------------------------------- | --------------------------------------- |
| Torsdag 12. juli                        | 10:00                                   | Junior damer - enkeltstart              | 012,0 km                                |
| Torsdag 12. juli                        | 13:00                                   | U23 damer - enkeltstart                 | 024,0 km                                |
| Fredag 13. juli                         | 9:00                                    | Junior herrer - enkeltstart             | 024,0 km                                |
| Fredag 13. juli                         | 13:00                                   | U23 herrer - enkeltstart                | 024,0 km                                |
| Lørdag 14. juli                         | 11:00                                   | Junior damer - linjeløb                 | 75,6 km                                 |
| Lørdag 14. juli                         | 14:30                                   | U23 damer - linjeløb                    | 108,0 km                                |
| Søndag 15. juli                         | 9:00                                    | Junior herrer - linjeløb                | 118,8 km                                |
| Søndag 15. juli                         | 13:00                                   | U23 herrer - linjeløb                   | 140,4 km                                |
| Mesterskaber for eliten i Glasgow       |                                         |                                         |                                         |
| Søndag 5. august                        | 12:30                                   | Elite damer - linjeløb                  | 130,0 km                                |
| Onsdag 8. august                        | 8:45                                    | Elite damer - enkeltstart               | 32,3 km                                 |
| Onsdag 8. august                        | 12:45                                   | Elite herrer - enkeltstart              | 45,7 km                                 |
| Søndag 12. august                       | 10:30                                   | Elite herrer - linjeløb                 | 230,4 km                                |

## Resultater

### Herrer
| Konkurrence     | Guld                         | Sølv                           | Bronze                           |
| Herrer - Elite  |                              |                                |                                  |
| Linjeløb        | Matteo Trentin · Italien     | Mathieu van der Poel · Holland | Wout van Aert · Belgien          |
| Enkeltstart     | Victor Campenaerts · Belgien | Jonathan Castroviejo · Spanien | Maximilian Schachmann · Tyskland |
| Herrer - U23    |                              |                                |                                  |
| Linjeløb        | Marc Hirschi · Schweiz       | Victor Lafay · Frankrig        | Fernando Barceló · Spanien       |
| Enkeltstart     | Edoardo Affini · Italien     | Izidor Penko · Slovenien       | Markus Wildauer · Østrig         |
| Herrer - Junior |                              |                                |                                  |
| Linjeløb        | Remco Evenepoel · Belgien    | Alexandre Balmer · Schweiz     | Carlos Rodriguez · Spanien       |
| Enkeltstart     | Remco Evenepoel · Belgien    | Ilan Van Wilder · Belgien      | Antonio Tiberi · Italien         |

### Damer
| Konkurrence    | Guld                        | Sølv                           | Bronze                        |
| Damer - Elite  |                             |                                |                               |
| Linjeløb       | Marta Bastianelli · Italien | Marianne Vos · Holland         | Lisa Brennauer · Tyskland     |
| Enkeltstart    | Ellen van Dijk · Holland    | Anna van der Breggen · Holland | Trixi Worrack · Tyskland      |
| Damer - U23    |                             |                                |                               |
| Linjeløb       | Nikola Nosková · Tjekkiet   | Aafke Soet · Holland           | Letizia Paternoster · Italien |
| Enkeltstart    | Aafke Soet · Holland        | Lisa Klein · Tyskland          | Nikola Nosková · Tjekkiet     |
| Damer - Junior |                             |                                |                               |
| Linjeløb       | Aigul Gareeva · Rusland     | Vittoria Guazzini · Italien    | Hannah Ludwig · Tyskland      |
| Enkeltstart    | Vittoria Guazzini · Italien | Hannah Ludwig · Tyskland       | Marta Jaskulska · Polen       |

## Medaljeoversigt
| Placering | Land      | Guld | Sølv | Bronze | Total |
| --------- | --------- | ---- | ---- | ------ | ----- |
| 1         | Italien   | 4    | 1    | 2      | 7     |
| 2         | Belgien   | 3    | 1    | 1      | 5     |
| 3         | Holland   | 2    | 4    | 0      | 6     |
| 4         | Schweiz   | 1    | 1    | 0      | 2     |
| 5         | Tjekkiet  | 1    | 0    | 1      | 2     |
| 6         | Rusland   | 1    | 0    | 0      | 1     |
| 7         | Tyskland  | 0    | 2    | 4      | 6     |
| 8         | Spanien   | 0    | 1    | 2      | 3     |
| 9         | Frankrig  | 0    | 1    | 0      | 1     |
| 10        | Slovenien | 0    | 1    | 0      | 1     |
| 11        | Polen     | 0    | 0    | 1      | 1     |
| 11        | Østrig    | 0    | 0    | 1      | 1     |
| Total     | Total     | 12   | 12   | 12     | 36    |